# D'une brousse à l'autre
Pour plus de détails, voir Fiche technique et Distribution.
D'une brousse à l'autre est un documentaire français réalisé par Jacques Kébadian et sorti en 1998.

## Synopsis
Pendant six mois, la vie des familles africaines évacuées en mars 1996 de l'église Saint-Ambroise à Paris, à travers le portrait de Dodo Wagué, originaire du Mali.

## Fiche technique
- Titre : D'une brousse à l'autre
- Réalisation :  Jacques Kébadian
- Scénario : Jacques Kébadian
- Photographie : Jacques Kébadian
- Son : Jacques Kébadian
- Montage : Jacques Kébadian et Franssou Prenant
- Production : INA - Les Productions de la Lanterne - Ognon Pictures
- Pays :  France
- Genre : documentaire
- Durée : 103 minutes
- Date de sortie : France - 9 février 1998[1]

## Distribution
- Dodo Wagué

## Sélection
- Festival de Cannes 1998 (programmation de l'ACID)[2]